# Meghnad Dsai
Meghnad Jagdishchandra Desai, baron Desai (født 10. juli 1940 i Vadodara, Indien, død 29. juli 2025) var en britisk-indisk økonom og politiker, der var medlem af Overhuset fra 1991 til sin død. Frem til 2020 var han medlem af Labour.
Dsai, der var opvokset i Indien, fik en ph.d.-grad i økonomi fra University of Pennsylvania i 1963. 
Efter nogle år som aktiv i Labour blev han æresformand for partiets kredsforening i Islington South and Finsbury, og blev i 1991 udnævnt til life peer med titlen baron Desai. Efter 49 år forlod han partiet i november 2020 som følge af debat om antisemitisme i partiet og tidligere formand Jeremy Corbyns eksklusion.
I 2011 kandiderede han til posten som formand for Overhuset, men vandt ikke. Samme år blev han beskyldt for at have plagieret dele af sin doktorafhandling ved London School of Economics.